# Bangunjaya (Subang)
Bangunjaya is een bestuurslaag in het regentschap Kuningan van de provincie West-Java, Indonesië. Bangunjaya telt 1486 inwoners (volkstelling 2010).